# Ivica Grlić
Ivica Grlić [ˈiʋitsa ˈgr̩litɕ] (* 6. August 1975 in München) ist ein ehemaliger bosnischer Fußballspieler und heutiger Fußballfunktionär. Er ist seit Anfang April 2023 Sportdirektor des FC Ingolstadt 04.

## Spielerlaufbahn im Verein

### Jugend- und Amateurjahre (bis 1997)
Das Fußballspielen begann der spätere Profi im Kindesalter beim DSC München aus dem Stadtteil Schwabing. Binnen eines Jahres erreichte er die Aufnahme in die Jugendabteilung des FC Bayern München. Für dessen Junioren spielte er von 1983 bis 1994 und arbeitete dabei auf eine Profilaufbahn hin, ging aber nach dem Schulabschluss zudem einer kaufmännischen Ausbildung nach. Anschließend an seine Zeit beim FC Bayern unterschrieb er beim damals in der Bundesliga antretenden Stadtrivalen TSV 1860 München. Einen Platz in der ersten Mannschaft erhielt er dort allerdings nicht, weil Trainer Werner Lorant nicht auf ihn setzte und er zu dieser Zeit überdies einen Kreuzbandriss erlitt. Aufgrund dessen konnte er noch keinen Einsatz im Profibereich vorweisen, als er im Sommer 1997 seine Heimatstadt München verließ und zum Zweitligisten SC Fortuna Köln wechselte.

### Erste Profijahre in Köln (1997–2001)
Beim SC Fortuna Köln wurde Grlić sofort zu einem Bestandteil der Profimannschaft und debütierte am 22. August 1997 bei einem 1:1 gegen die SpVgg Fürth in der zweiten Bundesliga. In der nachfolgenden Zeit avancierte er zum Stammspieler und belegte mit seiner Mannschaft am Ende seiner ersten Saison den sechsten Tabellenrang. Er nahm in der Regel eine Position als Mittelfeldspieler ein und schoss bereits in den Anfangsjahren seiner Profilaufbahn gelegentlich Freistöße, wobei er einige Torerfolge verbuchen konnte. Mit seinem Team geriet er zunehmend in Abstiegsgefahr und konnte den Sturz in die Drittklassigkeit 1999 nur knapp abwenden. In der nachfolgenden Spielzeit litt er unter Leistenproblemen, weswegen er Teile der Saison verpasste. An ihrem Ende kam es nach insgesamt 26 Jahren zum erstmaligen Abstieg der Fortuna aus der zweithöchsten Spielklasse. Grlić selbst schaffte hingegen den Sprung in die Bundesliga, da er im Sommer 2000 vom Stadtrivalen 1. FC Köln verpflichtet wurde. Eine Ablösesumme wurde damals nicht fällig.
Im Alter von 25 Jahren bestritt Grlić am 29. Oktober 2000 bei einem 3:2-Sieg gegen den VfB Stuttgart zum ersten Mal eine Partie in der höchsten deutschen Liga. Sowohl in dieser Begegnung wie auch im Rückspiel gegen den VfB wurde er kurz vor Spielende eingewechselt. Dies blieben allerdings seine einzigen beiden Einsätze, da er beim 1. FC kaum eine Rolle spielte und den Verein bereits 2001 wieder verließ.

### Pokalfinale mit Aachen (2001–2004)
Zur Spielzeit 2001/02 fand der Spieler im Zweitligisten Alemannia Aachen einen neuen Arbeitgeber, der für ihn eine sechsstellige Summe an den 1. FC Köln überwies. Ein finanziell vermutlich lukrativeres Angebot des Ligarivalen LR Ahlen hatte Grlić zuvor abgelehnt. Im Abstiegskampf avancierte er in der nachfolgenden Zeit zum Stammspieler und trat gelegentlich auch als Torschütze in Erscheinung. Er wurde im Mittelfeld flexibel eingesetzt und erwarb sich bei der Alemannia einen Ruf als Freistoßspezialist. In der Saison 2003/04 spielte die Mannschaft um den Aufstieg mit und scheiterte unter seiner Mitwirkung nur äußerst knapp an der Qualifikation für die Bundesliga. Zur selben Zeit machte sie im Pokalwettbewerb auf sich aufmerksam. Im Halbfinale erzielte Grlić beim 1:0-Sieg über Borussia Mönchengladbach per direktem Freistoß das einzige Tor und verhalf Aachen damit zum Einzug ins DFB-Pokalendspiel 2004. Auch im Finale wurde er aufgeboten, musste in diesem allerdings eine 2:3-Niederlage gegen Werder Bremen hinnehmen.

### Bundesligazeit und Kapitänsamt in Duisburg (2004–2011)
Im Sommer 2004 wechselte Grlić zum ebenfalls zweitklassigen MSV Duisburg, der ihn bereits im Vorjahr verpflichten wollte. In Duisburg nahm er von Beginn an eine wichtige Rolle ein, wurde auch hier zum regelmäßigen Freistoßschützen und schaffte mit der Mannschaft 2005 den Aufstieg in die Bundesliga. Anfangs wurde er in der höchsten Spielklasse häufig aufgeboten, kehrte nach einer Verletzung in der Winterpause aber zunächst nicht in die Stammelf zurück. So musste er weitgehend unbeteiligt den direkten Wiederabstieg seiner Mannschaft miterleben. Er blieb dem Verein anschließend treu und leistete in der Spielzeit 2006/07 unter anderem durch sieben erzielte Treffer seinen Beitrag zum erneuten Aufstieg. Einige Wochen später traf Trainer Rudi Bommer zudem die Entscheidung, dem Spieler vor Beginn seines vierten Jahrs in Duisburg das Amt des Mannschaftskapitäns zu übertragen. Folglich trat er den Kampf um den Verbleib in der Bundesliga als Führungsspieler an, musste 2008 jedoch erneut den Abstieg als Tabellenletzter hinnehmen.
Nach 2008 behielt er seinen Stammplatz, doch gelang die erneute Rückkehr in die Bundesliga in den nachfolgenden Jahren nicht. 2010 übernahm der inzwischen 35-Jährige parallel zu seiner Spielertätigkeit das Amt des Teammanagers. Damit war er für die Organisation von Auswärtsfahrten und auch für die Betreuung von Sponsoren zuständig, während er auf dem Platz fortan eine etwas geringere Rolle einnahm. Teile der Rückrunde 2010/11 verpasste er verletzungsbedingt und hatte somit auch keinen direkten Anteil am Erreichen des DFB-Pokalfinals 2011. Der MSV war der erste Zweitligist im Finale, seit Grlić sieben Jahre zuvor mit Aachen der Einzug gelungen war. Am 21. Mai 2011 führte er das Team als Kapitän beim Endspiel gegen den FC Schalke 04 auf das Feld und erlebte eine 0:5-Niederlage seiner Elf. Dies war zugleich sein letztes Pflichtspiel, das er für den MSV absolvierte. Für die Saison 2011/12 stand er zwar noch im Kader, verkündete jedoch noch in der Hinrunde die verletzungsbedingte Beendigung seiner aktiven Laufbahn. Am Pokalendspiel hatte er nur nach intensiver medizinischer Behandlung teilnehmen können. Insgesamt hatte er bis dahin 43 Bundesligaspiele mit sechs Toren sowie 300 Zweitligapartien mit 44 Treffern bestritten. Im November 2011 wurde zu seinen Ehren ein Abschiedsspiel vor über 9.000 Zuschauern im Duisburger Stadion veranstaltet.

## Nationalelf
Grlić bestritt insgesamt 16 Länderspiele mit zwei Toren für die Nationalelf von Bosnien-Herzegowina. Nach dem Beginn seiner Profilaufbahn vergingen zunächst einige Jahre ohne Zugehörigkeit zu einer Auswahlmannschaft, ehe er mit 28 Jahren erstmals eine Begegnung für sein Herkunftsland bestritt. Er debütierte am 28. April 2004 bei einem 1:0-Sieg in einem Freundschaftsspiel gegen Finnland. Anschließend wurde er regelmäßig berücksichtigt und kämpfte mit Bosnien-Herzegowina um die letztlich nicht geglückte Qualifikation zur Weltmeisterschaft 2006. Im Anschluss an das verpasste Turnier wurde er noch drei Mal aufgeboten, zuletzt am 11. Oktober 2006 bei einer 0:4-Niederlage gegen Griechenland.

## Karriere als Funktionär

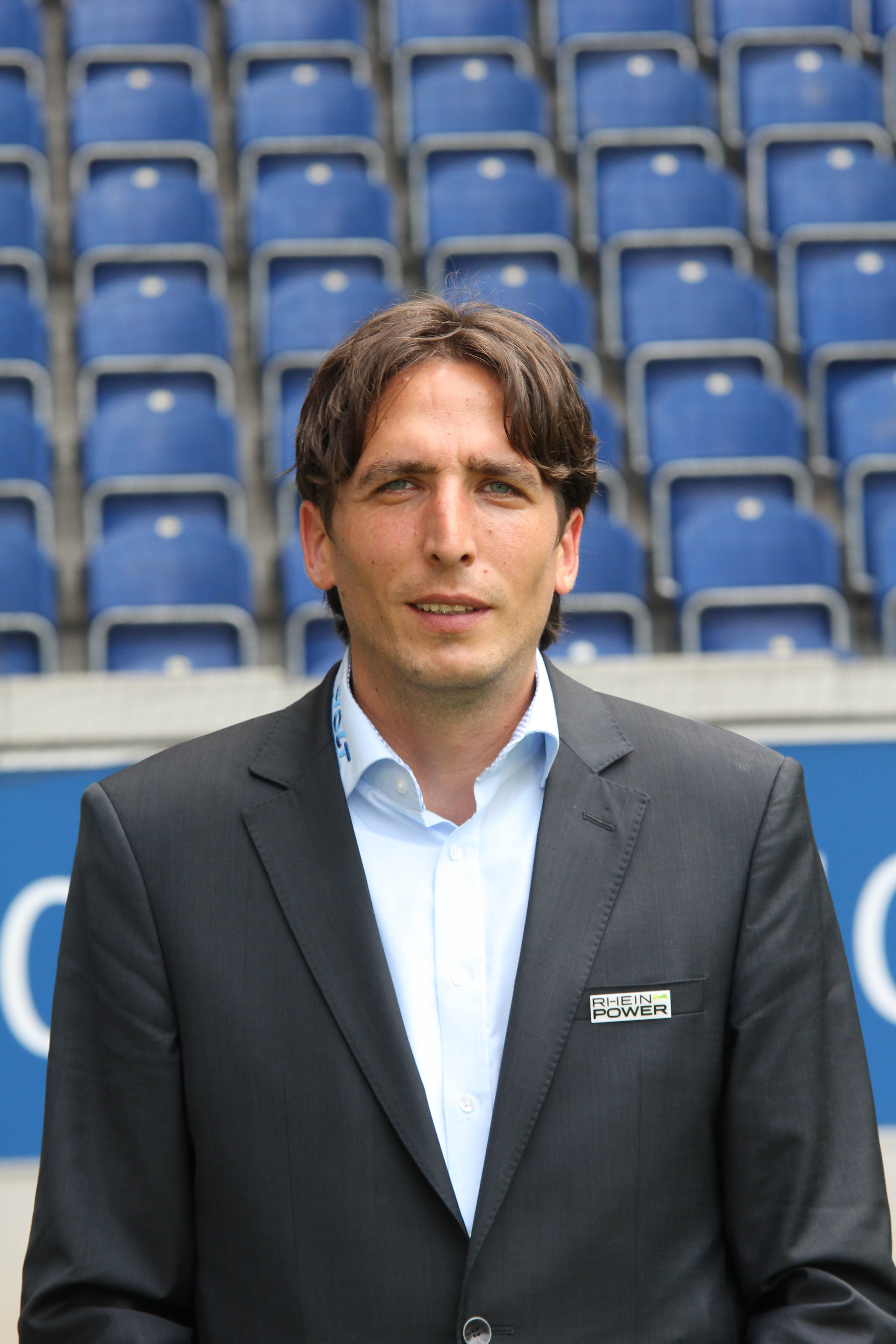
Ivica Grlić (2012)

### MSV Duisburg
Nahezu zeitgleich mit dem Ende seiner Spielerlaufbahn übernahm Grlić im Oktober 2011 bei seinem bisherigen Verein MSV Duisburg das Amt des Sportdirektors; zuvor war er als Teammanager bereits für einige organisatorische Aufgaben verantwortlich gewesen und hatte von Bruno Hübner zudem Einblicke in die Aufgaben des Sportdirektors erhalten. Im August 2012 übernahm er nach der Entlassung von Oliver Reck interimsweise das Traineramt, wobei ihm Bernard Dietz als Assistent zur Seite stand. Einige Tage später führte er bei der Einstellung von Kosta Runjaic erstmals eine Trainerverpflichtung durch. Unter dessen Ägide erfolgte ein sportlicher Aufwärtstrend, doch erhielt der Verein am Ende der Spielzeit 2012/13 keine neue Zweitligalizenz. Während Runjaic und die meisten Profis den Verein verließen, entschied sich Grlić nach dem Erhalt der Drittligalizenz sehr schnell für einen Verbleib. Den Fans gegenüber begründete er seine Entscheidung mit den Worten: „Bei meinem Abschiedsspiel wurde ich mit ‚Ivo, Du bist ein Duisburger‘-Gesängen verabschiedet – heute will ich beweisen, dass das keine leeren Worthülsen waren.“
Wegen der lange ungeklärten Ligazugehörigkeit hatte er im Sommer 2013 innerhalb kurzer Zeit verschiedene Konzepte erarbeiten müssen und hatte letztlich nur elf Tage Zeit, um eine Mannschaft zusammenzustellen. Trotz der schwierigen Situation konnte sich die Mannschaft anschließend behaupten und ordnete sich im oberen Tabellenmittelfeld ein. 2014 holte Grlić mit Gino Lettieri einen neuen Trainer, unter dessen Leitung dem Team am Ende der Saison 2014/15 die Rückkehr in die 2. Bundesliga gelang. In der nachfolgenden Sommerpause akzeptierte der Sportdirektor ein langfristiges Vertragsangebot und unterschrieb einen bis 2020 gültigen Kontrakt beim MSV, der später bis 2023 verlängert wurde. Am 6. Februar 2022 bot Grlic nach einer 1:3-Heimniederlage gegen die U23 von Borussia Dortmund seinen Rücktritt an, der von den Verantwortlichen des MSV Duisburg angenommen wurde.

### FC Ingolstadt 04
Anfang April 2023 wurde Grlić unter dem Sport-Geschäftsführer Dietmar Beiersdorfer Sportdirektor des Drittligisten FC Ingolstadt 04.

## Erfolge
- Aufstieg in die Bundesliga: 2005, 2007